# Sansfond
La Sansfond est une petite rivière française coulant dans le département de la Côte-d'Or, en région de Bourgogne-Franche-Comté, et un affluent gauche de la Vouge, donc un sous-affluent du Rhône par la Saône.

## Hydronymie
Ce cours d'eau est parfois orthographié de différentes manières : Sansfond, Sans-Fond, Cent-Fonts, etc. La plus ancienne référence à cette rivière date du IXe siècle : on trouve alors l'appellation "Cent-Fonts". Le terme d'origine latine "Font" évoque une source, une fontaine ; "Cent" indique l'existence de multiples sources. 
En effet, la Cent-Fonts forme l'exutoire principal de la nappe superficielle de Dijon Sud. Tout au long de ce cours d'eau, plusieurs sources l'alimentent. Cette alimentation n'est pas visible à l'œil nu, puisque l'écoulement de l'eau de la nappe vers la surface du sol est diffus (suintement). 
Il semble par conséquent que "Cent-Fonts" soit l'orthographe originelle. 
Pourtant, la tradition locale a préféré la dénomination "sans fond", suggérant peut-être une relative profondeur du cours d'eau. Aujourd'hui, l'hydronyme de "Sansfond" est celui qui a été retenu, notamment dans la cartographie.

## Géographie
De 16,3 km de longueur, la Sansfond prend sa source à Perrigny-lès-Dijon, au niveau de la ferme de la Sansfond, à 230 mètres d'altitude, et se jette dans la Vouge au niveau de l'abbaye de Cîteaux, sur le territoire de Saint-Nicolas-lès-Cîteaux, à 193 mètres d'altitude.
Initialement, la Sansfond se jetait dans la Varaude, juste avant le village de Noiron-sous-Gevrey. Manquant d'eau courante pour leur abbaye, les premiers moines de Cîteaux décident de prolonger le cours de la Sansfond jusqu'à eux. Outre le creusement d'un canal, ils construisent un pont-canal, achevé en 1220 et appelé Pont des Arvaux, afin de passer au-dessus du cours de la Varaude. La Sansfond se jette dorénavant dans la Vouge.

### Communes et cantons traversés
Dans le seul département de la Côte-d'or, la Sansfond traverse les huit communes suivantes, de l'amont vers l'aval, de  Perrigny-lès-Dijon (source), Fénay, Saulon-la-Rue, Saulon-la-Chapelle, Noiron-sous-Gevrey, Corcelles-lès-Cîteaux, Izeure, Saint-Nicolas-lès-Cîteaux (confluence).
Soit en termes de cantons, la Sansfond prend source dans le canton de Longvic, traverse le canton de Genlis, conflue dans le canton de Nuits-Saint-Georges, dans les arrondissements de Dijon et de Beaune, dans les intercommunalités Dijon Métropole et communauté de communes de Gevrey-Chambertin et de Nuits-Saint-Georges.

### Bassin versant
La Sansfond traverse une seule zone hydrographique « La Saône de l'Ouche à la Vouge incluse » (U141). Les cours d'eau voisins sont le canal de Bourgogne au nord, nord-est et à l'est, la Vouge au sud-est, sud et sud-ouest, et le Meuzin à l'ouest.

### Organisme gestionnaire
L'organisme gestionnaire est le SBV ou syndicat du bassin de la Vouge.

## Affluents
La Sansfond a un seul tronçon affluent référencé :
- le Chairon (rg[note 3]), 10 km qui a deux affluents référencés
  - la Sansfond 18 km
  - la Boïse 8 km avec trois affluents et de rang de Strahler trois

### Rang de Strahler
Donc le rang de Strahler de la Sansfond est de cinq par le Chairon.

## Hydrologie
La Sansfond est une rivière assez peu abondante, mais très régulière. Son régime hydrologique est dit pluvial océanique.

### La Sansfond à Saulon-la-Rue
La station hydrométrique U1415410 la Sansfond à Saulon-la-Rue, localité située à une dizaine de kilomètres de son confluent, a relevé, sur une surface de 51,5 kilomètres carrés (80 % du bassin versant total), à 210 m d'altitude, un module ou débit moyen interannuel de 0,298 mètres cubes par seconde. la Station est installée depuis le 31 décembre 1980 , et les observations ont été faites durant une période de 40 ans allant de 1981 à 2020.
La Sansfond présente des fluctuations saisonnières de débit très peu marquées. Les hautes eaux se déroulent en hiver et se caractérisent par des débits mensuels oscillant entre 0,293 et 0,393 m3/s, de novembre à avril inclus (avec un maximum en février-mars). Les basses eaux ont lieu en été, de juillet à septembre, entraînant une baisse du débit moyen mensuel allant jusqu'à 0,203 m3/s au mois d'août, ce qui est loin d'être faible. Mais les fluctuations sont plus prononcées sur de plus courtes périodes, ou encore selon les années.

### Étiage ou basses eaux
À l'étiage, le VCN3 peut chuter jusque 0,140 m3/s en cas de période quinquennale sèche, soit 140 litres par seconde, ce qui est loin d'être sévère et reste presque abondant pour un aussi petit cours d'eau, mais qui s'explique par le fait des sources ou résurgences de la nappe phréatique.

### Crues
Les crues sont habituellement fort modérées, du moins dans le contexte du bassin versant de la Saône. Les QIX 2 et QIX 5 valent en effet respectivement 1,4 et 2,1 m3/s. Le QIX 10 est de 2,7 m3/s, le QIX 20 de 3,2 m3/s et le QIX 50 de 3,8 m3/s. Quant au QIX 100 il n'a pas été calculé, faute de durée d'observation suffisante (40 ans).
La hauteur maximale instantanée a été de 93,8 cm le 14 mars 2001. Le débit instantané maximal enregistré à Saulon-la-Rue a été de 4,24 m3/s le 4 novembre 2014, tandis que la valeur journalière maximale était de 3,08 m3/s le 8 janvier 1994. Si l'on compare la première de ces valeurs à l'échelle des QIX, on constate que cette crue était d'ordre vicennal et donc non exceptionnelle, car destinée à se répéter en moyenne tous les 25 ans environ.

### Lame d'eau et débit spécifique
Au total, la Sansfond est une rivière peu abondante. La lame d'eau écoulée dans son bassin est de 182 millimètres annuellement, ce qui est près de deux fois moindre que la moyenne d'ensemble de la France tous bassins confondus (320 millimètres/an). C'est aussi largement inférieur à la moyenne du bassin de la Saône (501 millimètres/an à Lyon). Le débit spécifique de la rivière (ou Qsp) se monte dès lors à un faible 5,8 litres par seconde et par kilomètre carré de bassin.

## Aménagements et écologie

### Randonnée
La forêt domaniale et les bords de la Cent Fonds peuvent faire l'objet de randonnées.

## Galerie

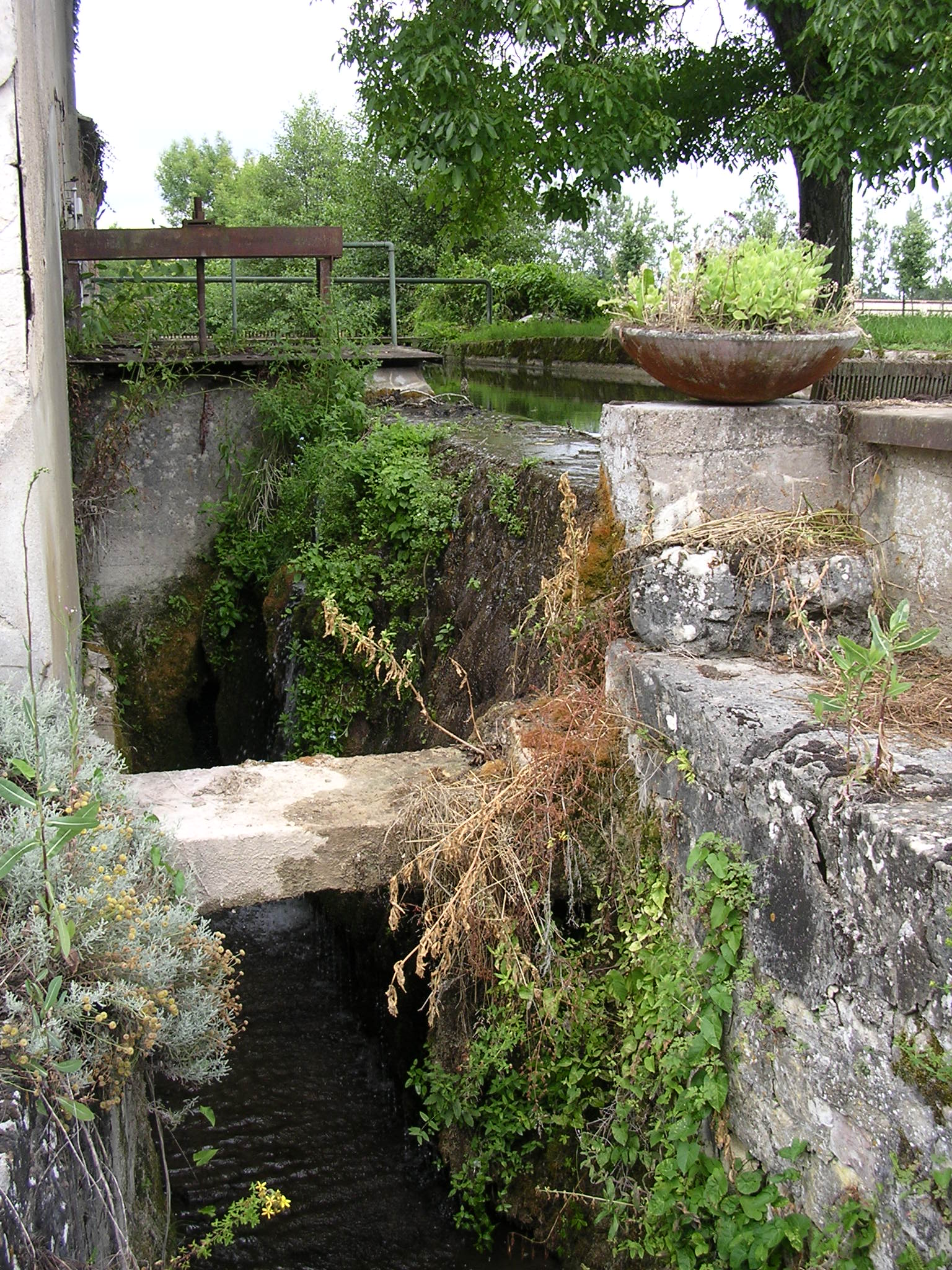
La Sansfond à son débouché à l'abbaye de Cîteaux. Voir aussi Ordre cistercien le Génie hydraulique
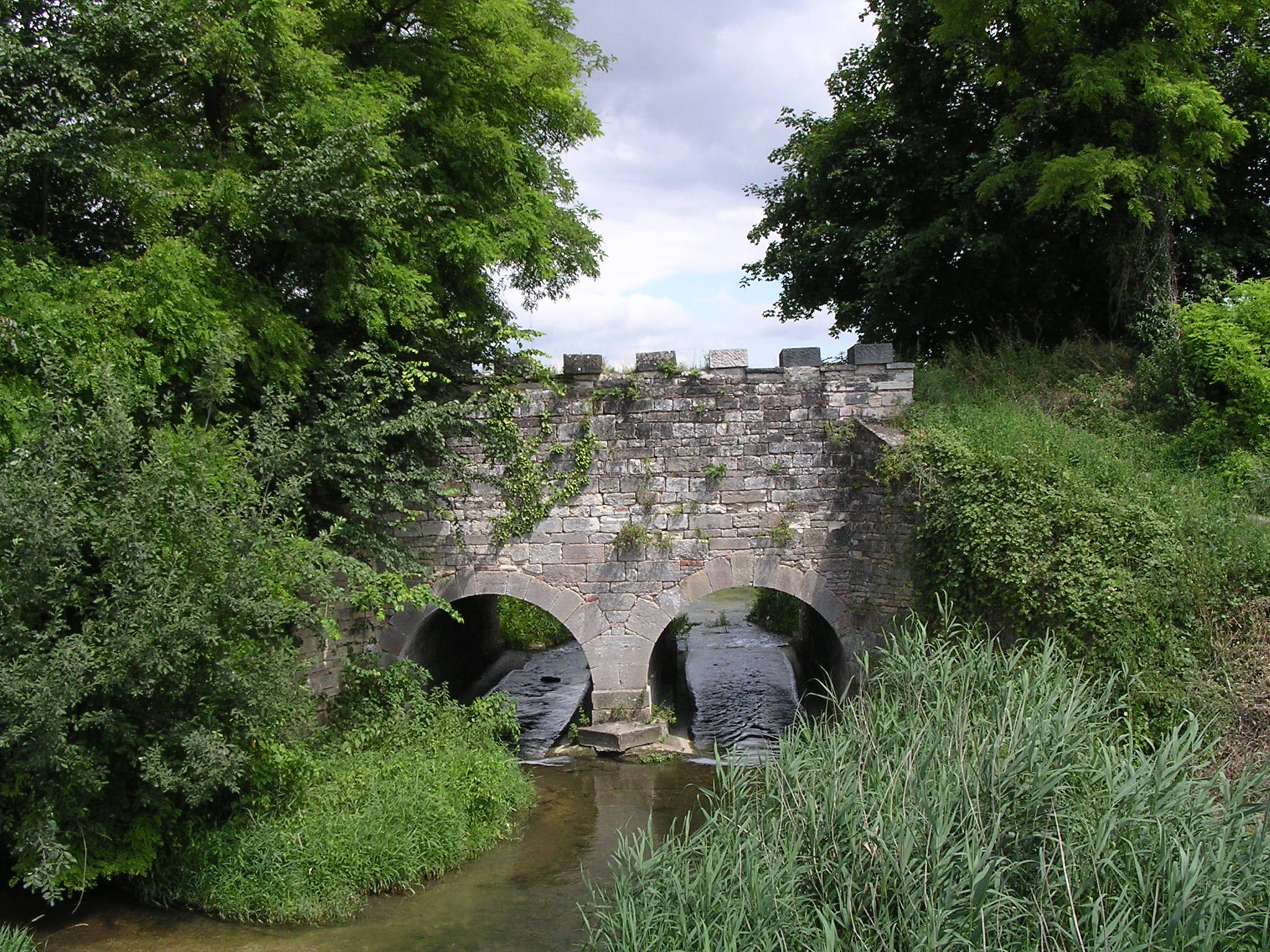
Le pont-aqueduc des Arvaux (commune de Noiron-sous-Gevrey en Côte-d'Or) créé par les moines cisterciens de l'abbaye de Cîteaux. La Varaude coule sous les deux arches du pont-aqueduc.
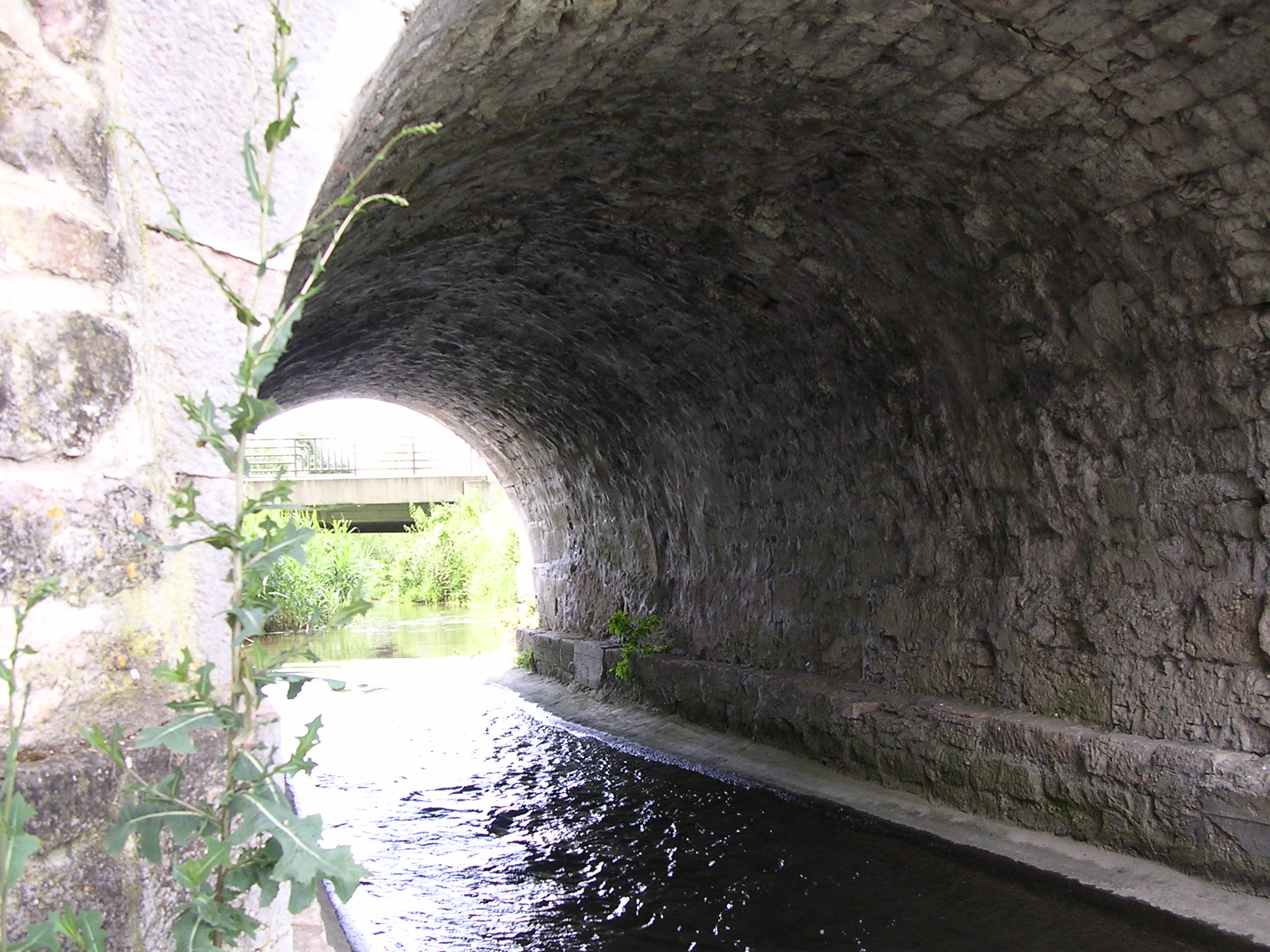
La Varaude coule sous l'arche présentée sur la photo
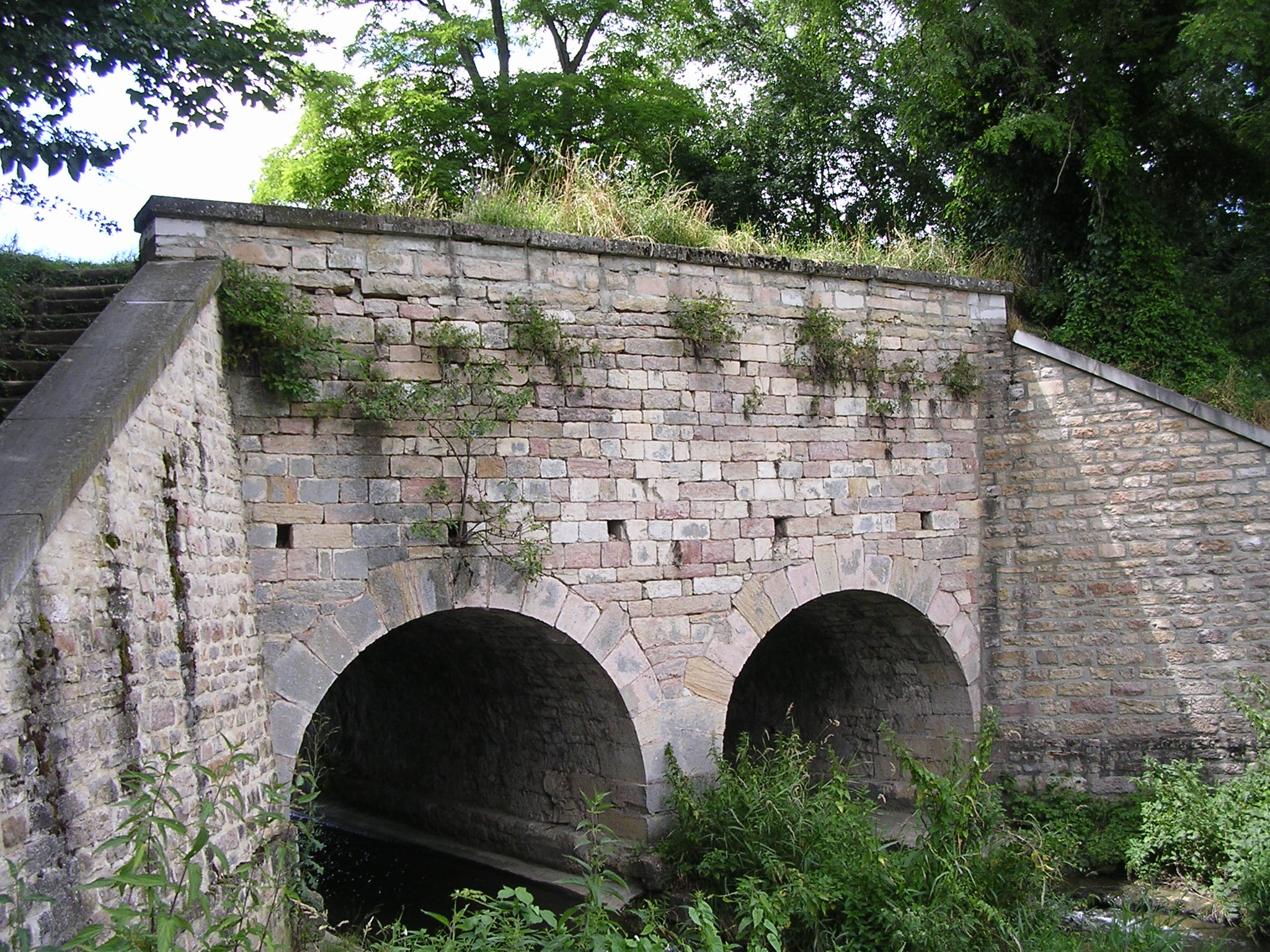
Le pont-aqueduc des Arvaux - Vue côté aval à La Varaude